# Сендерей, Самуил Залманович
Самуил За́лманович Сендере́й (29 января 1905, Могилёв — 22 мая 1967, Москва) — российский композитор.

## Биография
В 1934 году окончил Московскую консерваторию по классу композиции Р. М. Глиэра, Г. И. Литинского и М. Ф. Гнесина. В начале 1950-х сотрудничал с певицей Марией Гордон.

## Избранные сочинения

### 1930-е
- Гость (1932)[2]
- Симфония (Гирш Лекерт, 1933)
- Поэма «Каторга» (1934)
- Биробиджанский марш (1936)[2]

### 1940-е
- Узбекская рапсодия (1942)
- Концерт «Стемпеню» (1942)[3]
- В темной роще густой (1942)[4]
- Симфоническая вариация (1943)
- Балет «Якутия» (1944)
- I-й концерт (1945)
- II-й концерт (1946)
- Сюита (1947)
- Памяти жертв фашизма (1947)
- Концерт (1948)
- Три пьесы (1948)
- Белорусская фантазия (1949)
- Лирическая рапсодия (1949)
- Молдавский танец (1949)
- Рапсодия на русские народные темы (1949)

### 1950-е
- Шесть пьес (1950)
- Вальс-каприс (1950)
- Серго родной (слова С. Алымова, 1950)
- Две пьесы на осетинские темы (1952)
- Романс (1952)
- Утес, Горные вершины (слова М. Лермонтова, 1952)
- Венгерская мелодия (1953)
- Лирическая поэма (1953)
- «Родные просторы» (1954)
- Поэма «Быль» (1954)
- Осетинская лезгинка (1954)
- Две пьесы (1954)
- Как нитка-паутиночка (слова С. Михалкова, 1954)
- Сибирское предание (сл. И. Молчанова-Сибирского, 1954)
- Над родным Симбирском (слова Л. Ошанина, 1954)
- Дуб (сл. М. Исаковского, 1954)
- Приглашение к хороводу (сл. А. Прокофьева, 1954)
- Ода (слова М. Рыльского, 1955)
- Комсомольский марш (слова В. Сосюры, 1955)
- Ода Отчизна (1955)
- Три пьесы (1957)
- Партизан (слова Джанни Родари, 1957),
- Семь танцев (1958)
- Пять пьес (1958)
- Трио (1958)
- Синие дали (слова А. Коваленкова, 1958)
- Пять пьес (1959)
- 25 пьес (1959)

### 1960-е
- Соната (1963)
- Танец (1963)
- Четыре этюда (1961)
- Соната (1962)
- Испанский танец (1963)
- Еврейский танец (1963)
- Струнный квартет (1963)
- Симфония (1966)
- Соната (1966)

## Публикации
- Кооперативный магазин — рассадник музыкальной халтуры // За пролетарскую музыку. — журнал. — 1930(?). — № 5.
- Об обстановке в Парке культуры и отдыха // За пролетарскую музыку. — журнал. — 1930. — № 6. — С. 7.